# Ortodoxia
Az ortodoxia alapvetően egy tan helyességét vagy a helyes tanításhoz való ragaszkodást jelenti, szemben az ettől eltérő, ezért helytelennek és elutasítottnak tartott tanokra (→ heterodoxia).
Az ortodoxiát gyakran használják az uralkodó doktrína megnevezésére, amely felülkerekedett más tanokkal szemben, uralja a közfelfogást, és így hatékonyan határozza meg a „normát”, azaz a „helyes” tant.
Az ortodoxia kifejezést gyakran használják egy olyan doktrínára, amelyet gyakran – különösen modern, felvilágosult nézőpontból – hagyományosnak és reformellenesnek tartanak.

## Etimológia
Összetett szó, az ógörög ὀρθός orthós (= "egyenes", "helyes") és a δόξα dóxa (= "vélemény", "hit") eredetű szavakból. Így az „ortodox” szó szerinti értelemben kb. „helyes gondolkodást” jelent.

## Kereszténység
Az ortodox kereszténységet néha egyszerűen "ortodoxiának" nevezik.  Angolul az ortodox egyházakat és az antikhalkedóni egyházakat egyaránt „keleti ortodox egyházaknak” nevezik, a megkülönböztetés érdekében azonban két különböző kifejezést használva: a szűkebb értelemben vett ortodox egyházakat az Eastern Orthodox, míg az antikhalkédóni egyházakat az Oriental Orthodox forma jelöli.
A klasszikus keresztény használatban az ortodox kifejezés az ókori keresztények által vallott tanok összességére utal, azon belül is főleg a Szentháromság teológiai meghatározásához való ragaszkodást jelenti, amelyet az első nikaiai zsinat (325) állapított meg, amikor elítélte az arianizmust. A keleti és a nyugati egyház 1054-es szétválása óta csak a keleti keresztények használják az "ortodox" elnevezést, de mind a nyugati katolikus egyház, mind a keleti ortodox egyház továbbra is egyedülállóan ortodoxnak és katolikusnak tartotta magát.

### Protestantizmus
A 19. század folyamán a protestantizmuson  belül szakadás jelent meg az „ortodoxok” és a „liberálisok” között. Az ortodox áramlatot az a törekvés jellemzi, hogy eredeti tisztaságukban megőrizzék a reformátorok, különösen a Luther és Kálvin által megfogalmazott „tanokat” . Ezzel szemben a liberálisok úgy vélik, hogy a reformáció csak a kezdete volt egy nagyobb változási folyamatnak; és szeretnének elszakadni a hagyományos hitvallásoktól.

## Judaizmus
Az ortodox judaizmus két fő ágból áll: az újortodox judaizmus és az ultraortodox judaizmus. Normatív judaizmusnak is nevezik. Az ortodox judaizmus kifejezést valószínűleg eredetileg a liberális zsidók használták, hogy megkülönböztessék magukat azoktól a zsidóktól, akik a felvilágosodás társadalmi változásai ellenére sem változtattak a zsidó hagyományukon.

## Iszlám
A szunnita iszlámot néha "ortodox iszlámnak" nevezik. Azonban az iszlám egyes tudósai, mint például John Burton, úgy vélik, hogy nincs olyan, hogy "ortodox iszlám".

## Hinduizmus
Az ortodoxia nem létezik a hinduizmusban, mivel maga a hindu szó összességében az indiai szubkontinensen élő emberek különféle hagyományos vallásaira utal. Az ortodoxiával leginkább egyenértékű kifejezés a legjobb esetben is az "általánosan elfogadott" hagyományokat jelenti, nem pedig a "tanhoz való igazodás" szokásos jelentését. Amit a hindu filozófiákban tannak próbálnak azonosítani, az a Szanātana Dharma. 
Az ind filozófiai iskolákat két fő ágra osztják: ásztika és násztika, amely két ágat gyakran ortodoxiának (ásztika) és a heterodoxiának (násztika) is nevezik.